# Dynastie Chola
300 av. J.-C. – 1279
Entités suivantes :
- Empire Pandya

Les Chola sont une dynastie tamoule du sud de l'Inde, mentionnée dans le Mahābhārata, et qui a donné son nom à la côte de Coromandel (d'après Chola mandalam, « le Domaine des Chola ») au sud-est de l'Inde. Attestée dès la fin du troisième siècle avant notre ère, elle règne sur un territoire de taille variable jusqu'à la fin du XIIIe siècle.
On sait peu de chose des premiers Chola, dont la tradition et la littérature nous ont transmis quelques noms et dates approximatives. La présence d'une ligue de marchands tamouls dans le port de Barus, sur la côte occidentale du nord de Sumatra en Indonésie, est attestée au XIe siècle. Les Chola connaissent leur apogée sous Rajaraja Chola Ier et Rajendra Chola Ier. C'est aussi sous leurs règnes que l'Inde a connu la seule période de puissance maritime de son histoire.

## Apogée
En 993, le roi Rajaraja Ier fait la conquête de Ceylan. Il met à sac et incendie Anuradhapura, la capitale du Rajarata. Son fils Rajendra Ier (1014-1044) consolide son œuvre. Il attaque avec succès l’Orissa et le Bengale. Après deux expéditions maritimes, il reçoit la soumission de Ceylan (1018), de Java, de Palembang et de la Malaisie (1024).
En 1017 et 1025 il attaque Sriwijaya. Vers 1030, le royaume Chola domine l’océan Indien jusqu’aux îles de la Sonde, détournant à son profit le commerce extrême-oriental grâce à la sécurité qu’il assure aux routes maritimes.
Les Cholas entreprennent des travaux d'irrigation dans le delta de la Kaveri. Le vote par bulletin mis dans une urne (seuls les intouchables ne votent pas) se développe dans l’empire Chola pour l’élection des conseils de village. La vie sociale est organisée autour du temple, qui centralise les activités religieuses, morales, économique et charitable.

## Liste des souverains de la dynastie Chola

### Capitale Uraiyur, duIersiècleavant J.-C. auIIIesiècle
- Veliyan Tittan, conquérant d'Uraiyur (aujourd'hui près de Tiruchirapalli), la première capitale Chola (50 av. J.-C.- 25 av. J.-C.)
- Porvaikko-Perunarkilli (25 av. J.-C.-1 av. J.-C.)
- Mudittalaiko-Perunarkilli ou Ilan-set-Senni (1 av. J.-C.-25)
- Karikala I (1-25) aurait fait bâtir un barrage sur la Kâverî
- Velpahtadakkai-Perunarkilli (25-50)
- Uruva-pahter-Ilan-id-Senni (50-75)
- Karikala II (75-100)
- Sed-Senni-Nalankilli (100-125)
- Kulamurrattu-tunciya-Killivalavan (125-150)
- Rajasuyam-Vetta-Perunarkilli (150-175)
- Cholan Ko-Cenkannan (175-200)

La suite se perd dans la confusion. Puis les Chola reviennent sur le devant de la scène au IXe siècle.

### Capitale Tanjavûr, duIXesiècleauXIesiècle
- Vijayalaya Chola (836-871) prend Tanjavûr (ou Tanjore) et en fait sa capitale.
- Aditya Ier Chola (871-907) abat la puissance des Pallava et étend sa domination jusqu'à Kanchipuram
- Parantaka Ier Chola (907-953) chasse le roi Pandya Rajasimha II qui trouve refuge à Ceylan
- Gandaradityavarman Chola (949-957)
- Arinjaya Chola (956-957)
- Parantaka II Rajendra Sundara Chola (957-973)
- Madurantaka Uttama Chola (973-985)
- Rajaraja Chola Ier (985-1014) reprend la politique de conquête après les temps troublés des rois précédents. Il détruit la flotte Chera près de Trivandrum, conquiert une partie du Karnataka et le nord de Ceylan. Il organise l'administration de son royaume, entreprend la construction du temple de Brihadesvara à Tanjavûr et favorise le culte de Shiva tout en étant tolérant avec les autres cultes, bouddhiste en particulier. En 1001, il fait effectuer un grand recensement de ses territoires.

### Capitale Gangaikondacholapuram, duXIesiècleauXIIIesiècle
- Rajendra Chola Ier (1014-1045) achève la conquête de Ceylan, guerroie en Orissa et au Bengale. Il fait construire le temple de Gangaikondacholapuram où il transfèrera sa capitale. Rajendra envoie en 1025 une expédition contre le royaume de Sriwijaya (l'actuelle Palembang dans le sud de Sumatra), qui contrôle le trafic maritime du détroit de Malacca, et fait la conquête des îles Andaman-et-Nicobar. Il envoie un ambassadeur à l'empereur de Chine en 1033.
- Rajadiraja Chola Ier (en) (1018-1054)
- Rajendra II (en) (1051-1063)
- Virarajendra (en) (1063-1070)
- Adhirajendra (en) (1070-1073)
- Rajendra Kulottunga Chola Ier (en) (1070-1118), réunit pour un temps les royaumes chola et chalukya, reconquiert le Kalinga révolté, mais perd Ceylan et ses colonies d'outre-mer. En 1086, il fait aussi effectuer un recensement de ses territoires.
- Vikrama (en) (1118-1133)
- Kulottunga II (en) (1134
- Rajaraja II (en) (1134-1162)
- Rajadhiraja II (en) (1162 ? -1178)
- Kulottunga III (en) (1178-1216)
- Rajaraja III (en) (1216 puis 1245-1252)
- Rajendra III (en) (corégence 1242 -1252 puis 1267-1279)

La dynastie entre en décadence et le royaume Chola de nouveau réduit à la zone originelle d'Uraiyur est absorbé par l'empire Pandya au XIIIe siècle.

## L'art chola
Les Chola ont développé un art caractéristique dans le domaine de l'architecture et du bronze à la cire perdue, ainsi que des fresques dans les temples.

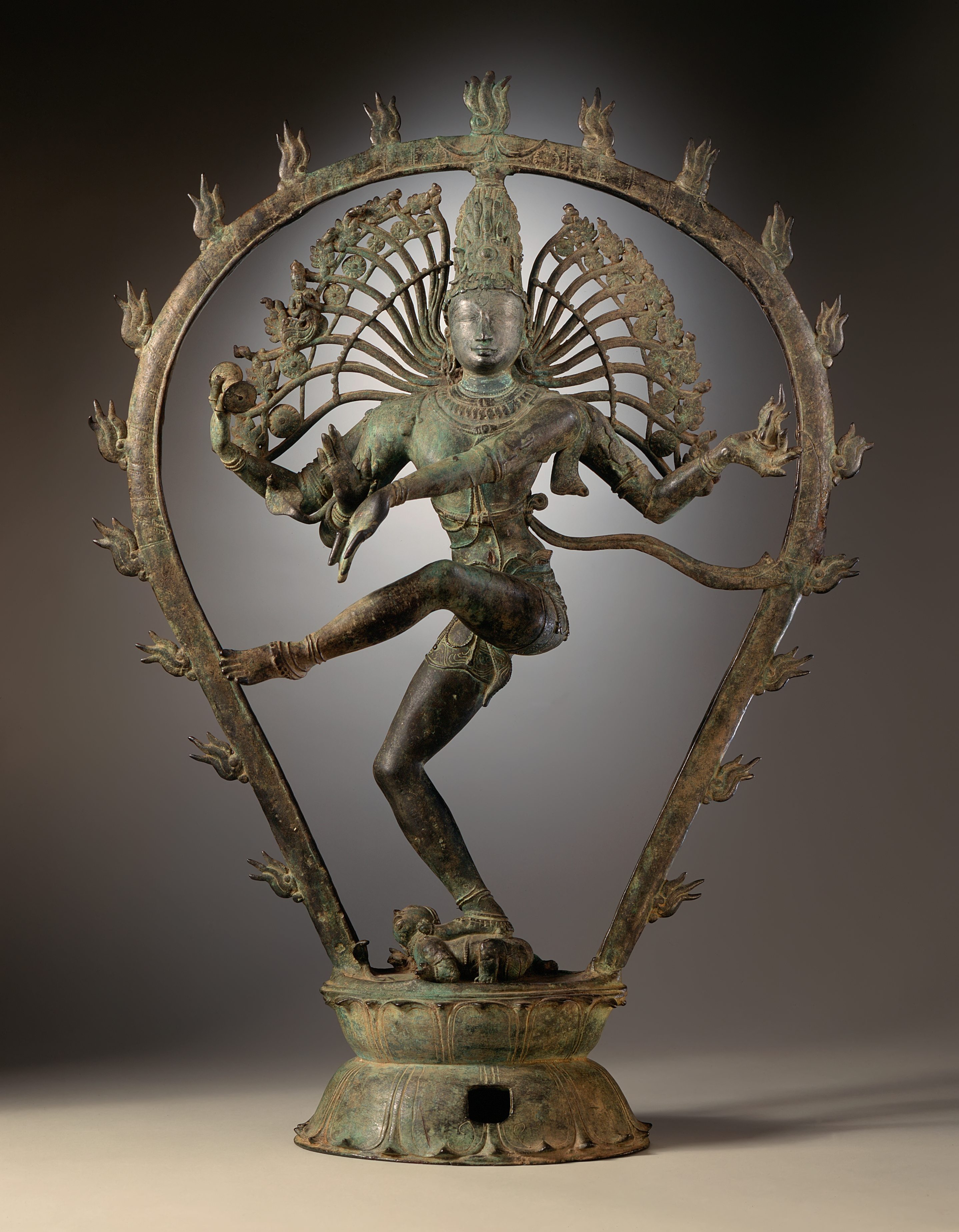
Shiva Nataraja, maître de la danse. Tamil Nadu (v. 950-1000). Alliage de cuivre, env 76 x 57 x 17 cm. Art Chola (IXe -XIIIe s.) Los Angeles County Museum of Art.
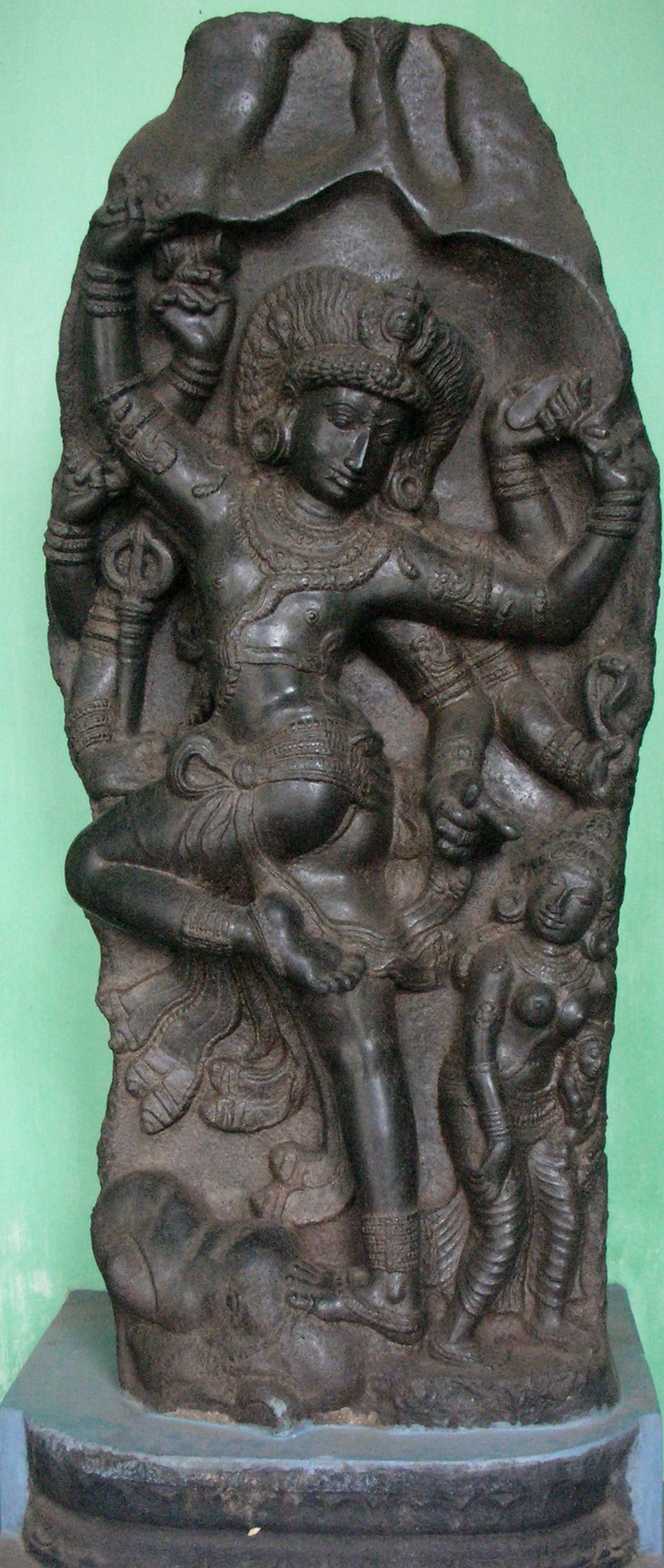
Shiva dansant dans la peau de l'éléphant-démon[5]. Prov. : temple Airavateshvara, Darasuram. Basalte, H : 2 m env. Chola. Tanjavur Art Gallery.
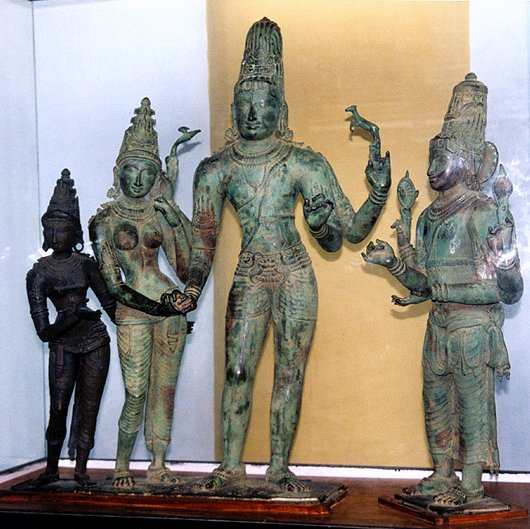
Groupe du mariage de Shiva et Parvati[6]. Vishnu. Temple de Tiruvenkadu, (vers 1012). Bronze, (Shiva, H : 95 cm). Tanjavur Art Gallery, Tanjore.
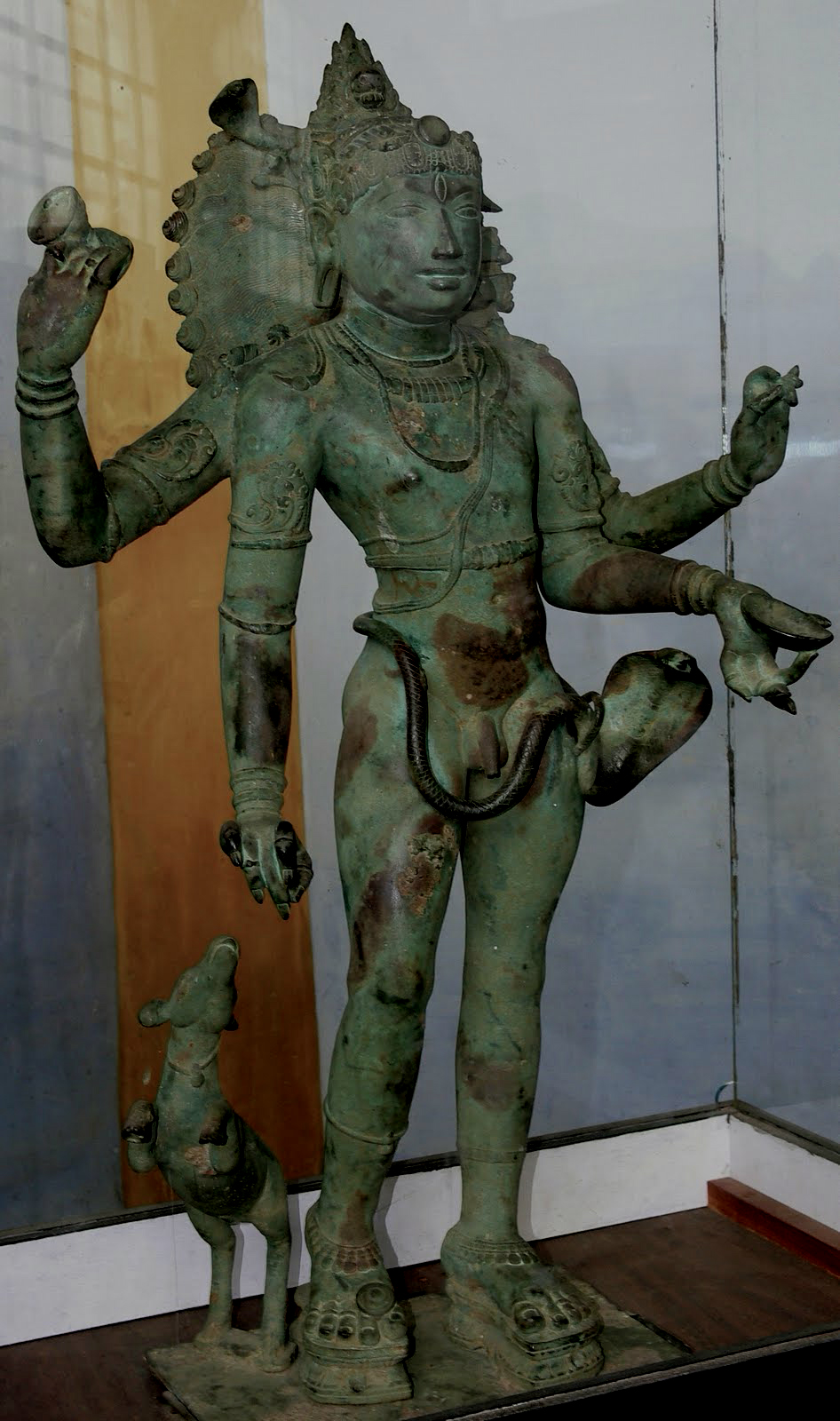
Shiva, mendiant enchanteur. Temple de Tiruvenkadu, consacré avant 1048. Bronze, H : 89 cm. Tanjavur Art Gallery, Tanjore.
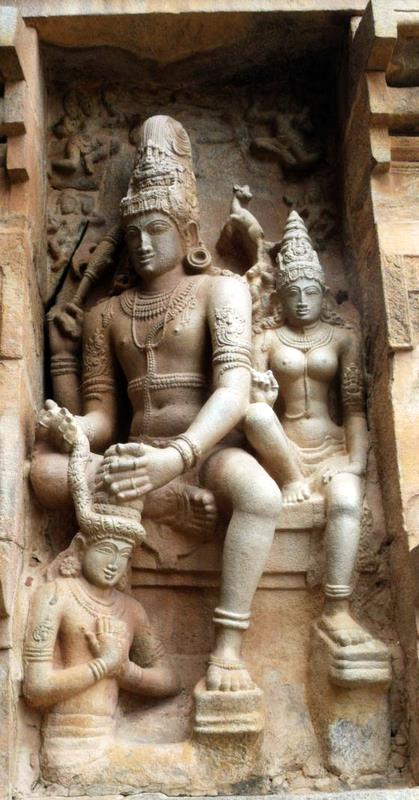
Shiva coiffe le saint Chandesha (identifié à Rajendra Ier) d'une guirlande[7]. Temple de Gongaikondacholapuram[N 1] (1025-1035).
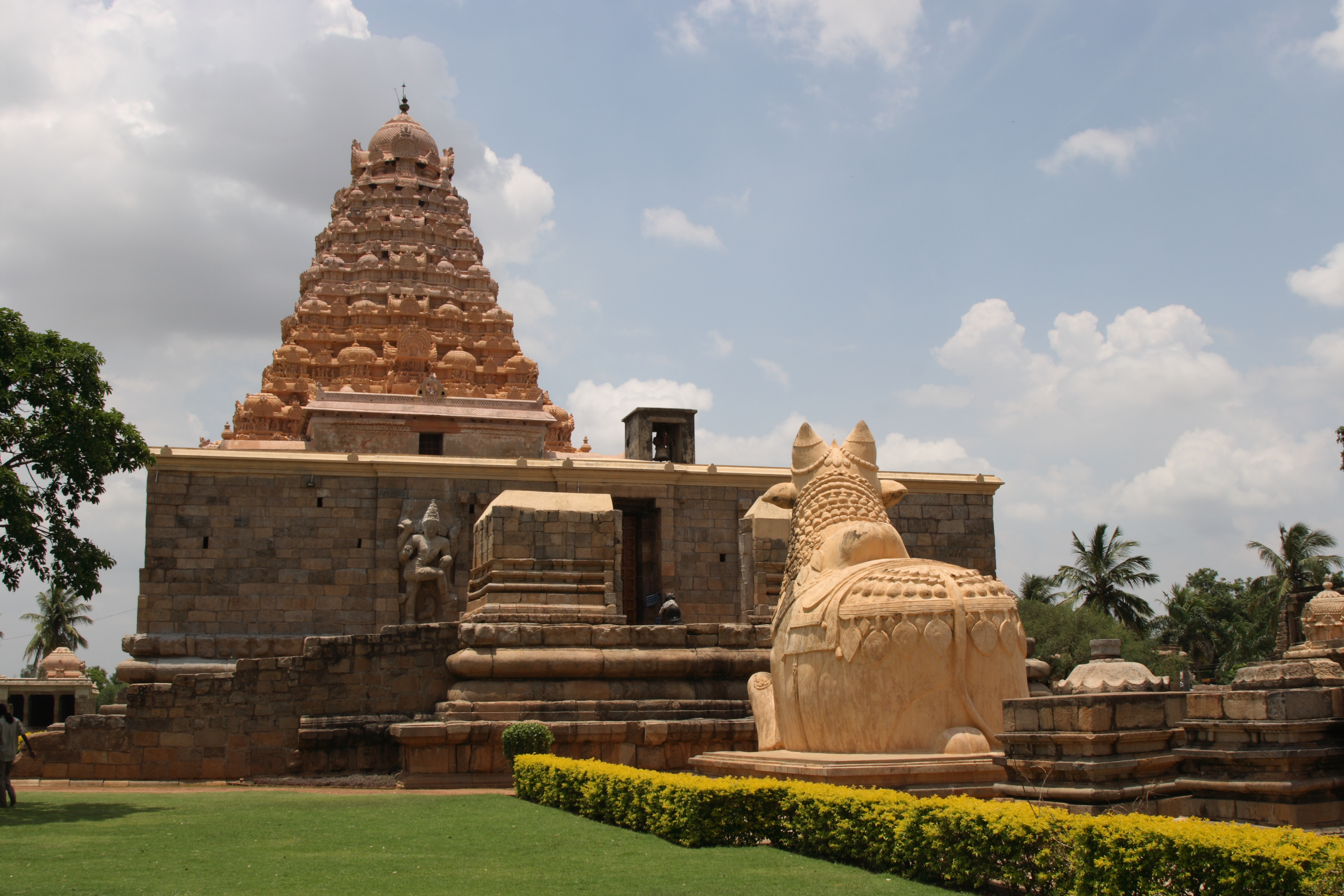
Temple de Gongaikondacholapuram[8]. Vue de trois-quarts face (1025).
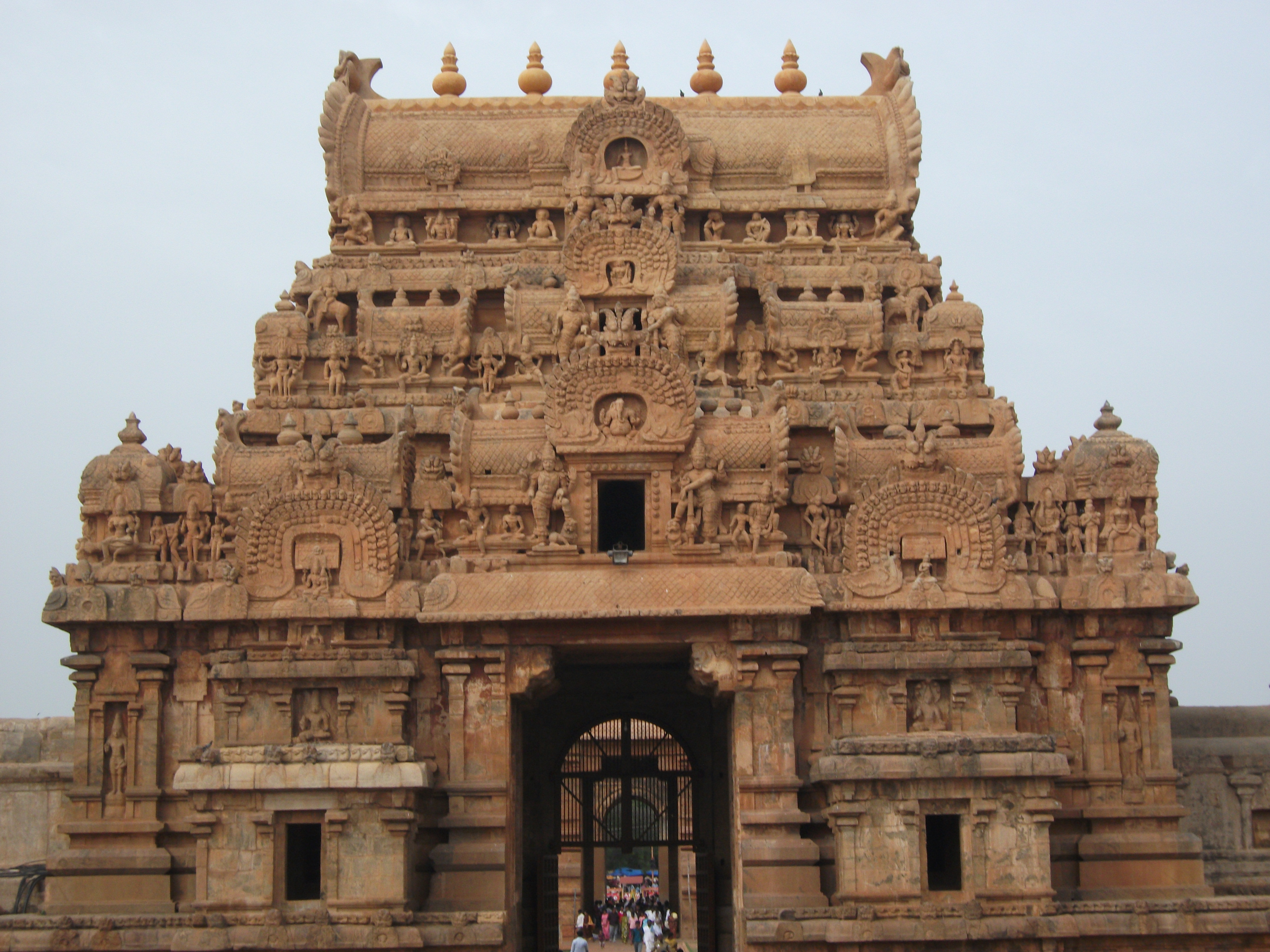
Le gopuram de l'entrée du temple de Brihadesvara[9]. Tanjore, (v. 1035).
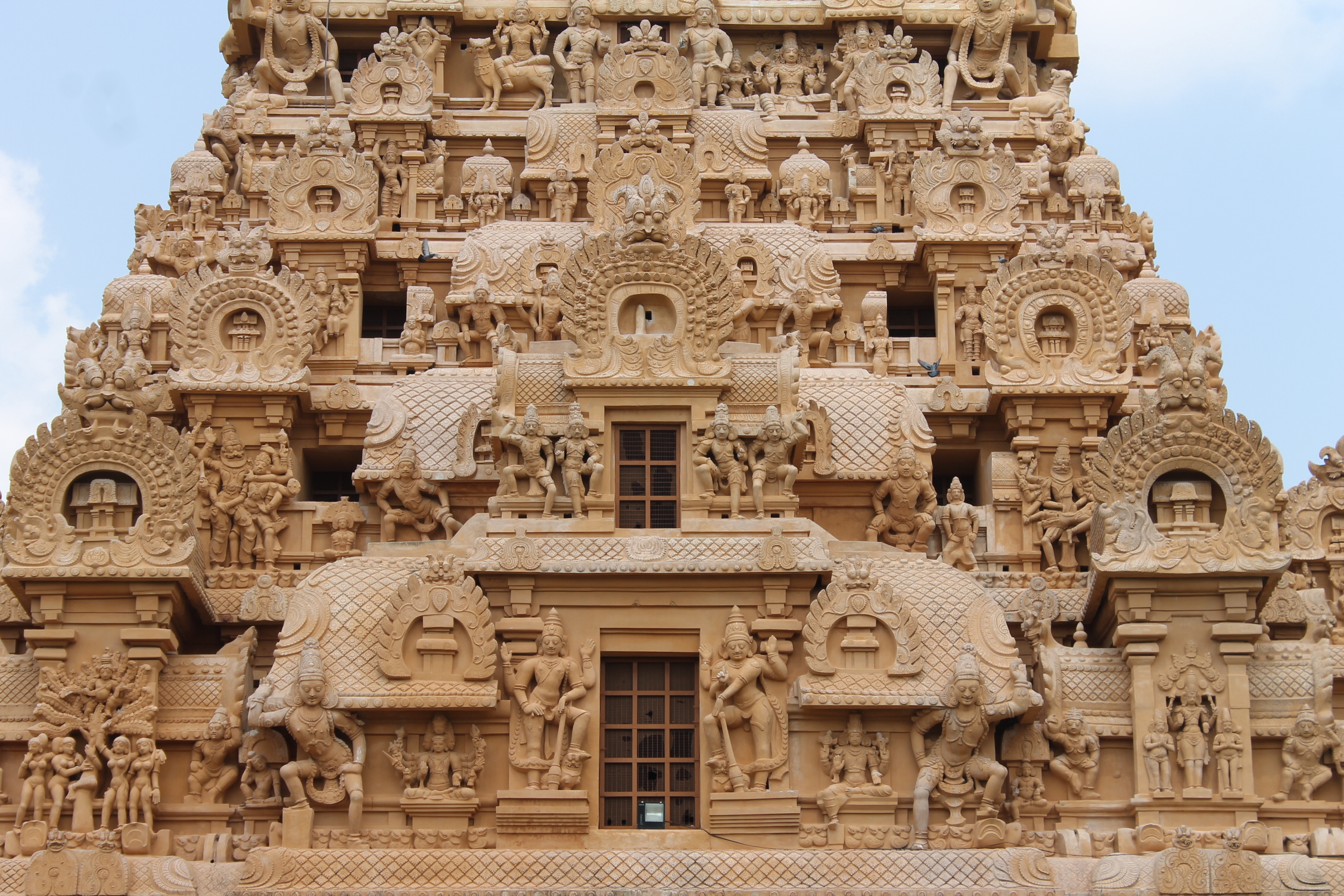
Gros plan du gopuram (porte) du temple de Brihadesvara[N 2].
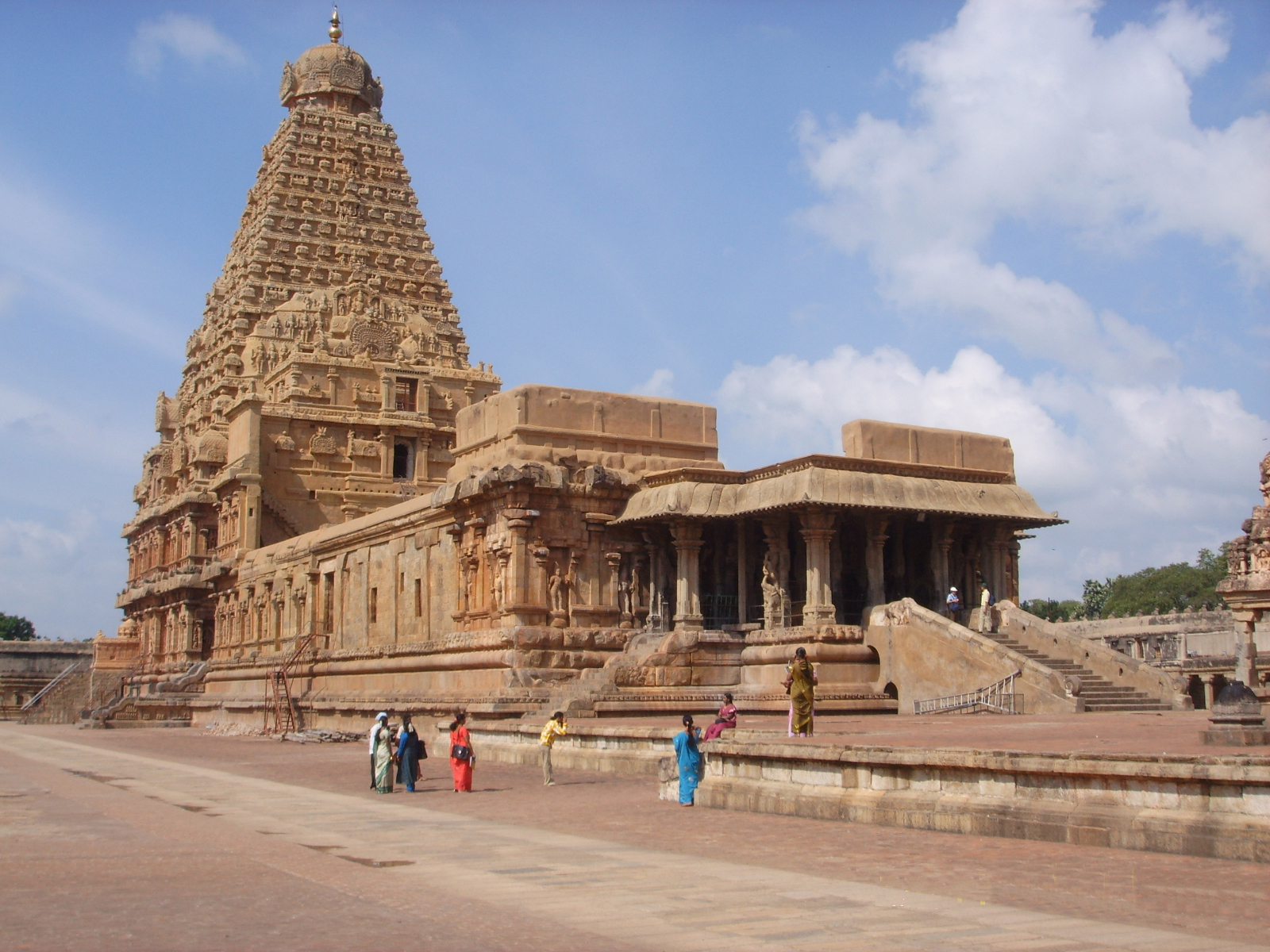
Vue du vimāna H : 72 m[N 3]. Le  Temple de Brihadesvara, sur sa base H : 16 m.
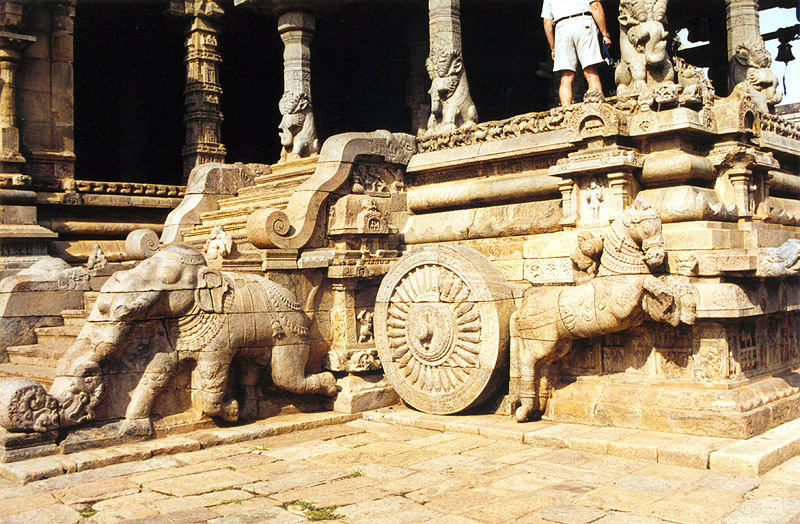
Détail du temple d'Airavateshvara, Darasuram.